# 船底座V371
船底座V371，又名CP-61 2075，HD 96919、SAO 251286、HR 4338，是船底座的一颗恒星，视星等为5.13，位于銀經291.15，銀緯-1.45，其B1900.0坐标为赤經11h 4m 24.1s，赤緯-61° -1.45′ 20″。